# Akilaja Olufemi Akiwumi
Akilaja Olufemi Akiwumi fue un diplomático ghanés.
- De 1962 a 1968 trabajó como abogado privado.
- En 1969 fue Fiscal Superior del Estado.
- En 1970 fue miembro del Grupo Asesor jurídico de Unilever Ghana.
- Ha trabajado como responsable de protección en Adís Abeba.
- Fue Representante del Alto Comisionado de las Naciones Unidas para los Refugiados en Papúa Nueva Guinea.
- De 1988 a 1990 fue senior Asesor Jurídico Regional de Inglés Hablando África y Ginebra, en representación del Alto Comisionado de las Naciones Unidas para los Refugiados de las negociaciones que conduzcan a la devolución de Namibia a su país en el marco de las resoluciones del Consejo de Seguridad relativas a Namibia Independencia.
- En 1990, se desempeñó como Jefe de Secretaría para África del Sur responsable de la preparación y ejecución de todos los programas para la protección y asistencia de los refugiados.
- Fue Representante Adjunto del Alto Comisionado de las Naciones Unidas para los Refugiados en Sudán.
- Fue Representante Interino de la antigua Unión Soviética y el representante de la República de Sierra Leona.
- Después de retirarse del Alto Comisionado de las Naciones Unidas para los Refugiados, asumió el cargo de Presidente de la Junta de Refugiados de Ghana.
- De 25 de agosto de 2006 a 2009 fue embajador en El Cairo.[1]